# ライヒ
ライヒ（Reich、複数形：Reiche）は、ドイツ語で大きな領域を持つ国を表す語。
ドイツ語では「国家」を表す言葉として「シュタート（Staat、複数形：Staaten）」も存在するが、微妙に用法は異なる。
しばしば「帝国」とも邦訳されるが、ライヒはドイツの重層性に根差した、弾力性のある複雑な政治体を的確に表現するための名辞で、帝国とも王国とも人民とも訳すことのできない微妙かつ独特な概念である。

## 用法の変遷
ライヒ（Reich）は、ラテン語の rex（王） や Regnum（王国） から派生した語で、元来、その規模や権力にかかわりなく一人以上の君主が統治する範囲を指し示す言葉であった。そのため、そもそも君主政を前提としないラテン語のインペリウム（imperium）や英語のエンパイア（Empire）とは区別された存在であった。ライヒが皇帝のライヒであることを強調する場合にはドイツ語で皇帝を意味するカイザー (Kaiser) を冠してカイザーライヒ (Kaiserreich)、王のライヒであることを強調する場合にはドイツ語で王を意味するケーニヒ (König) を冠してケーニクライヒ (Königreich) というように、合成語が用いられた。ドイツの領域を統治した国家のうちフランク王国はドイツ語: Fränkisches Reichと呼ばれ、神聖ローマ帝国はドイツ語: Heiliges Römisches Reichと呼ばれた。またエースターライヒ（オーストリア）（ドイツ語: Österreich）は「東のライヒ」と言う意味である。帝政ドイツが成立するとドイツ語: Deutsches Reichが正式な国号となった。この帝政ドイツ時代になって、「Reich」の語は広く使用されるようになった。
ドイツ革命によって共和政が成立したが、その後に制定されたヴァイマル憲法の第一条は「Deutsches Reich は共和制とする」というものであった。これは「Deutsches Reich」の名に親しんでいたドイツ人の感情に配慮したものであったが、もともとが君主政を前提とする regnum から派生したライヒという名称を共和制でも持続したことは外国でも奇異にみられた。このことについて法学者ハンス・グメリンはライヒと regnum の親縁性は既に忘れ去られていたと述べ、ドイツ語では既にフランス共和国がフランクライヒ（ドイツ語: Frankreich、フランクのライヒ）と呼ばれていたことをマンローが指摘している。当時の法学者オットマール・ビューラーは「ライヒはドイツの『全国』を意味する」と解説しており、英語の「commonwealth（コモンウェルス）」や「nation」に近いという再解釈が行われた。これ以降、ライヒの主な語義は「大きな国」となり、かつての君主国という語義より優先されるようになった。
ライヒの語は右派思想家アルトゥール・メラー・ファン・デン・ブルックの著した『第三ライヒ論（第三帝国論）』によって右派思想家に特別な意味を持つ語となった。ナチス・ドイツは「Deutsches Reich」の国号を受け継いだだけでなく、「Drittes Reich」（第三帝国）の語をプロパガンダとして用いた。ナチス・ドイツ崩壊後に成立した東ドイツはドイツ民主共和国（ドイツ語: Deutsche Demokratische Republik）、現在のドイツの直接の前身である西ドイツ、すなわちドイツ連邦共和国（ドイツ語: Bundesrepublik Deutschland）はいずれもライヒの語を用いていない。ヴァイマル共和政、ナチス時代において設置された「ライヒ」を冠する役職や機関もすべて改称されている。ただし、神聖ローマ帝国時代に設置されたライヒスターク（Reichstag）、ライヒスラート（Reichsrat）は「ライヒ」を国号に持たない北ドイツ連邦でも設置されている。

## 翻訳
間崎万里によれば、かつて日本ではドイツ語のライヒ（Reich）や英語のエンパイア（Empire）が日本語の「帝国」と同義語であると考えられていた。そのため、ドイツ国が革命によって帝政から共和政へ移行した後も英語ではドイツ国を指して The German Empire の語が用いられていることについて、「共和国を指してエンパイアとは一体どういうわけか」と不審がる声があったという。そもそも英語の「エンパイア」やフランス語の「アンピール」には「皇帝の治める国」という意味はないのだが、これらの語を「帝国」と訳して「皇帝の治める国」と理解する癖のついていた人々にとっては不審に思えたのも無理ならぬことであったろうとしている。
美濃部達吉は「Reichsrat（ドイツの国会）」「Reichskanzler（ドイツ国首相）」などの「Reich」がつく単語を「国」と訳して「国会」「国宰相」と表記し、土橋友四郎は「独逸国」と訳して「独逸国議会」「独逸国宰相」などと表記した。ドイツ史学者の千葉敏之は、ライヒを無理に「帝国」や「王国」と訳すのではなく、ただ「ライヒ」と呼ぶべきだとしている。他には、ライヒを「全国」「帝国」と訳す場合や、例えば Reichskanzler を単に首相と訳すように、あえて「ライヒ」の語を訳さない場合もある。